# U 861
U 861 war ein deutsches Unterseeboot vom Typ IX D2, das im Zweiten Weltkrieg von der ehemaligen deutschen Kriegsmarine im Atlantischen und Indischen Ozean eingesetzt wurde und 4 Handelsschiffe mit 22.048 BRT versenkte. Das U-Boot kapitulierte am 6. Mai 1945 bei Trondheim gegenüber der britischen Marine, so dass die gesamte Besatzung in britische Kriegsgefangenschaft ging.

## Geschichte
U 861 war eines der sogenannten Hochsee-Boote. Es patrouillierte unter dem Kommando von Korvettenkapitän Jürgen Oesten auf zwei Unternehmungen vor Südafrika und Madagaskar, im Indischen Ozean und im südlichen Atlantik.

## Erste Unternehmung

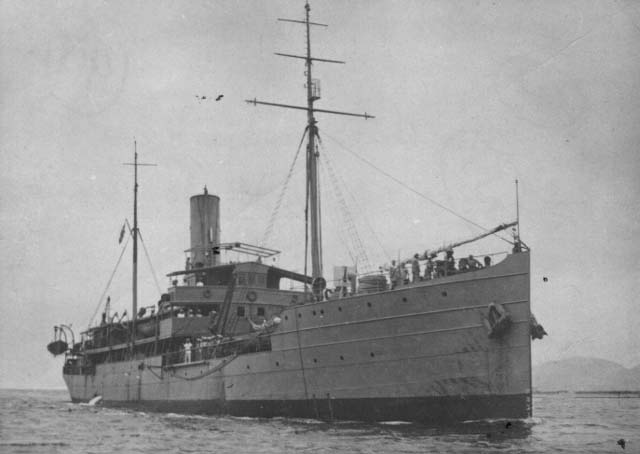
Die Vital de Oliveira wurde von U 861 versenkt

Am 20. April 1944 lief U 861 von Kiel aus zu seiner ersten Unternehmung aus. Das Boot patrouillierte auf dieser Fahrt vor der brasilianischen Küste und Südafrika, sowie bei Madagaskar und im Indischen Ozean.
Auf seiner elften Feindfahrt als Kommandant, der ersten mit diesem Boot, versenkte Kommandant Oesten vor der südamerikanischen Küste den brasilianischen Truppentransporter Vital de Oliveira und den amerikanischen Liberty-Frachter William Gaston. Mit dem britischen Frachter Berwickshire, der im August versenkt wurde und dem im September attackierten griechischen Dampfer Ioannis Fefalios bezifferten sich die Erfolge des Kommandanten mit diesem Boot auf insgesamt vier versenkte Schiffe.
U 861 traf nach fünfmonatiger Reise am 23. September 1944 im neuen Stützpunkt Penang ein. Es folgten ruhigere Zeiten für die Mannschaft, die mit Reinigungs- und Überholungsarbeiten, aber auch kleineren Patrouillen im malaysischen Raum gefüllt wurden.

## Zweite Unternehmung
Erst am 15. Januar 1945 lief U 861 von Soerabaja zur Heimreise und damit zur zweiten Unternehmung aus. Die zu diesem Zeitpunkt aus Ostasien auslaufenden deutschen U-Boote, z. B. auch U 510 und U 532, hatten eine in Deutschland dringend benötigte Fracht aus Rohstoffen, wie Zink und Gummi, aber auch Koffein an Bord. U 861 sollte Gefechte vermeiden und war lediglich mit zwei Torpedos zur Selbstverteidigung armiert. Zudem erfolgte das Auslaufen nicht nur unter strengster Geheimhaltung, sondern nach mehrmaligem fingierten Auslaufmanövern, zu denen die Besatzung in den Stützpunkt gerufen wurde, nur um kurze Zeit später wieder auf Landurlaub geschickt zu werden. Flottillenchef Hoppe hatte diese Täuschungsmanöver befohlen, um alliierte Spione zu verwirren. Zwei Besatzungsmitglieder verpassten dann das überraschend eingesetzte und rasch ausgeführte tatsächliche Auslaufen von U 861. Trotz aller Vorsichtsmaßnahmen lauerten bereits zwei amerikanische U-Boote in der Straße zwischen Bali und Lombok auf U 861. Das Boot wurde von einem japanischen Zerstörer bis in diese Straße geleitet. Hier machte Oesten einen Tieftauchversuch, wartete aber mit dem Auftauchen bis zur Nacht und fuhr dann mit voller Fahrt in Richtung des Indischen Ozeans. Eines der beiden US-amerikanischen U-Booten folgte, verlor U 861 jedoch nach drei Tagen. Oesten hatte sich für einen ungewöhnlich steilen Südkurs entschlossen, womit der gegnerische Kommandant nicht gerechnet hatte. Ein Teil der Besatzung von U 861 litt unter Dengue-Fieber. Zur Linderung der Symptome hatte Oesten entschieden, basierend auf den Erfahrungen der Ärzte im fernöstlichen Stützpunkt, kältere Wetterverhältnisse aufzusuchen. Nach Oestens Ansicht war der hierin begründete, ungewöhnliche Kurs von U 861 der Grund dafür, dass er seinen Verfolger abschütteln konnte. Das Boot passierte den Indischen Ozean und die Südspitze Afrikas ohne weitere Zwischenfälle und fuhr in weitem Abstand zu den kontinentalen Küsten, mitten durch den Atlantik nach Norden. Als U 861 sich unterhalb von Grönland entlangtastete, wurde von der Brückenwache bei Nacht ein Eisberg übersehen. Die folgende Kollision führte zu leichten Beschädigungen im Bereich des Bugs. Mit nur noch einem Kubikmeter Treibstoff in den Bunkerzellen erreichte U 861 am 18. April 1945 schließlich die Basis Trondheim.

## Versenkung
Am 6. Mai 1945 kapitulierte U 861 bei Trondheim, Norwegen. Das Boot wurde zwischen dem 29. Mai und dem 2. Juni 1945 über Scapa Flow nach Lisahally in den Hafen von Derry überführt. Am 2. Juni 1945 kamen Jürgen Oesten und seine Mannschaft in britische Kriegsgefangenschaft. Von Lisahally aus fuhr U 861 gegen Jahresende zunächst nach Moville, wo es dann am 31. Dezember von dem Kutter HMS Freedom in Schlepp genommen und für die Versenkung im Rahmen der Operation Deadlight auf die Position 55°25'N/07°15'W gebracht wurde. Hier wurde U 861 gegen 14:45 Uhr vom polnischen Zerstörer ORP Błyskawica durch Artilleriebeschuss versenkt.

## Versenkungen
| Datum             | Schiff            | Flagge                 | Tonnage in BRT | Lage   |
| ----------------- | ----------------- | ---------------------- | -------------- | ------ |
| 20. Juli 1944     | Vital de Oliveira | Brasilien              | 1737           | (Lage) |
| 24. Juli 1944     | William Gaston    | Vereinigte Staaten     | 7177           | (Lage) |
| 20. August 1944   | Berwickshire      | Vereinigtes Königreich | 7464           | (Lage) |
| 5. September 1944 | Ioannis Fafalios  | Griechenland           | 5670           | (Lage) |